# William Bernard Barry

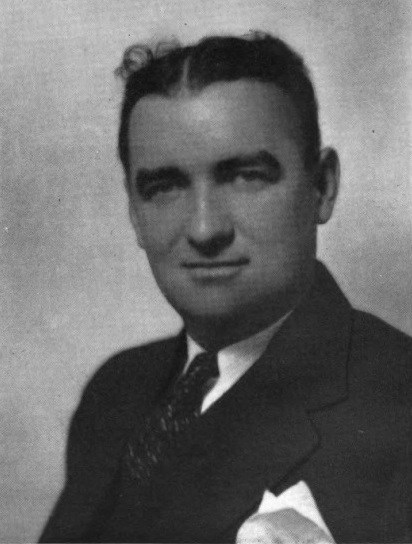
William Bernard Barry

William Bernard Barry (* 21. Juli 1902 in County Mayo, Irland; † 20. Oktober 1946 in New York City) war ein US-amerikanischer Jurist und Politiker. Zwischen 1935 und 1946 vertrat er den Bundesstaat New York im US-Repräsentantenhaus.

## Werdegang
William Bernard Barry wurde wenige Wochen vor der Thronbesteigung von Eduard VII. zum König von Großbritannien und Irland in County Mayo geboren. Seine Familie wanderte 1907 in die Vereinigten Staaten ein und ließ sich in Queens nieder. Er besuchte dort öffentliche Schulen. Danach graduierte er 1925 an der New York University in New York City und 1929 an deren Law School. Nach dem Erhalt seiner Zulassung als Anwalt 1929 begann er in New York City zu praktizieren. Er war in den Jahren 1932 und 1933 als stellvertretender Bezirksstaatsanwalt in Queens tätig und danach zwischen 1933 und 1935 als Sonderbundesstaatsanwalt für das Justizministerium. Darüber hinaus war er zwischen 1930 und 1935 Mitglied im Democratic Executive Committee von Queens.
Politisch gehörte er der Demokratischen Partei an. Barry wurde am 5. November 1935 im zweiten Wahlbezirk von New York in das US-Repräsentantenhaus in Washington, D.C. gewählt, um dort die Vakanz zu füllen, die durch den Rücktritt von William F. Brunner entstand. Bei den folgenden Kongresswahlen des Jahres 1936 wurde er im zweiten Wahlbezirk von New York für eine volle Amtszeit in das US-Repräsentantenhaus gewählt und danach drei Mal in Folge wiedergewählt. Im Jahr 1944 kandidierte er im vierten Wahlbezirk von New York für einen Kongresssitz. Nach einer erfolgreichen Wahl trat er am 4. Januar 1945 die Nachfolge von John J. Rooney an. Barry verstarb am 20. Oktober 1946 in New York City. Sein Leichnam wurde dann auf dem Mount St. Mary’s Cemetery in Flushing beigesetzt. Bei seinem Tod war er bereits für den 80. Kongress nominiert.